# Grafendorf (Gemeinde Kirchbach)

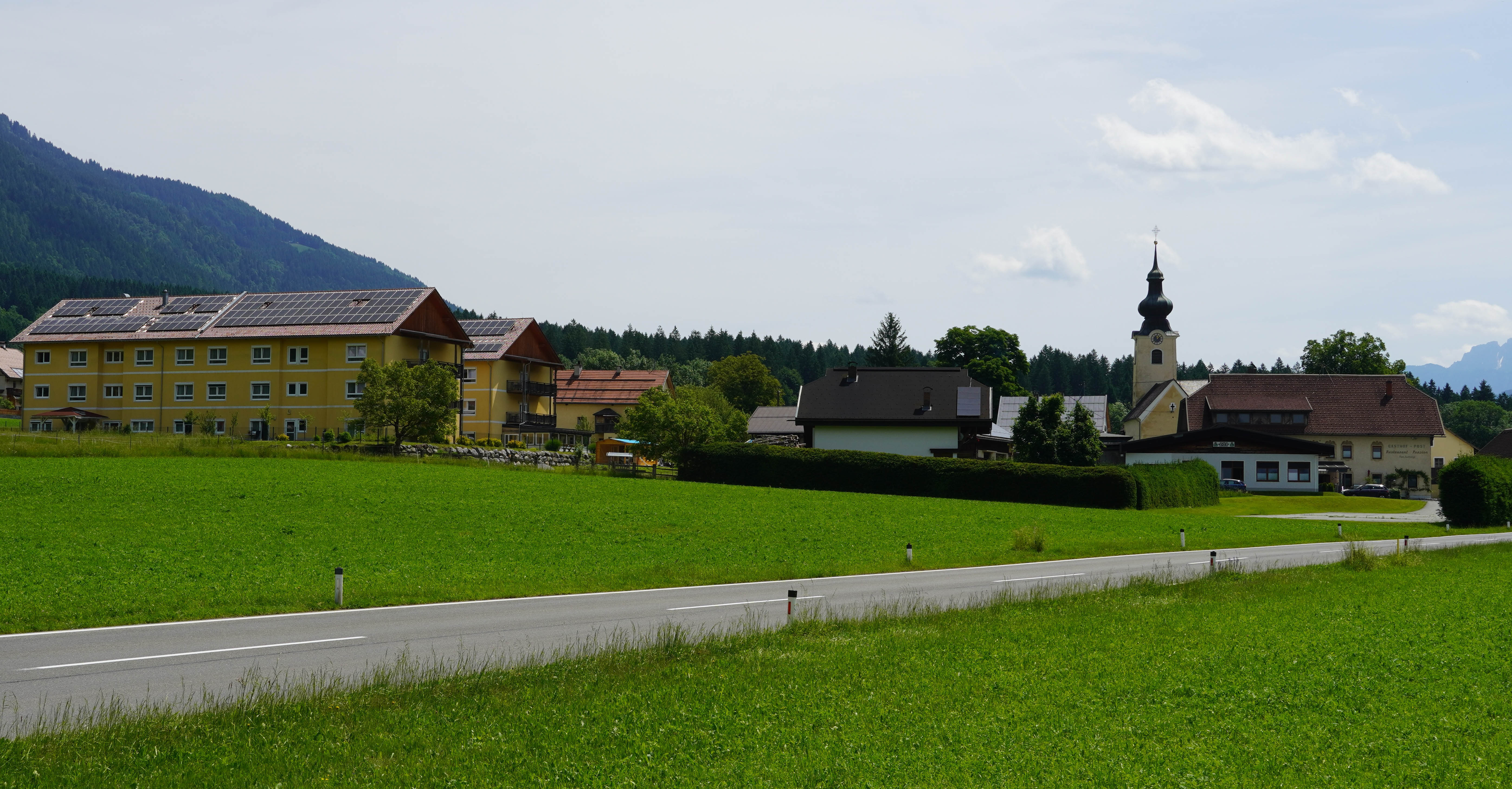
Blick über die B111 auf Grafendorf

Grafendorf ist der größte Ort der Marktgemeinde Kirchbach in der Karnischen Region in Österreich, liegt im Oberen Gailtal auf einer Seehöhe von 660 m und hat rund 570 Einwohner.
1206 wurde der Ort als Grauendorf erstmals urkundlich erwähnt, später als Grevendorf.
Grafendorf liegt etwas abseits der Gailtalbundesstraße und hat dadurch eine große Wohn- und Erholungsqualität. Oberhalb von Grafendorf liegen auf Hangterrassen der Sonnseite die Bergbauernhöfe Schmalzgrube, Welzberg, Katlingberg und Lenzhof, die eigene Ortschaften bilden. Am Fuße des Reißkofels befindet sich die Kuranstalt Reißkofelbad.

## Sehenswürdigkeiten
- Pfarrkirche St. Michael, romanisch-gotisch, mit barocken Zubauten
- Kapelle Zum leidenden Erlöser
- Kirche St. Helena am Wieserberg, romanischer Bau